# Лудвиг IV (Тюрингия)
Лудвиг IV, Светия (на немски: Ludwig IV., der Heilige, * 28 октомври 1200 в Кройцбург, † 11 септември 1227 в Отранто) от род Лудовинги е ландграф на Тюрингия и пфалцграф на Саксония от 1217 до 1227 г.
Той е вторият син и наследник на ландграф Херман I († 25 април 1217) и втората му съпруга София (* 1170, † 1238), дъщеря на херцог Ото I от Бавария. По-голям брат е на Хайнрих Распе IV (1204–1247), 1227–1247 г. ландграф на Тюрингия, 1246/1247 г. римско-немски гегенкрал.
През 1221 г. Лудвиг IV се жени за Елисавета, дъщеря на унгарския крал Андраш II. Елисавета дошла във Вартбург през 1211 г. като годеница на умрелия му брат Хайнрих и прекарва почти цялото си детство в двора на ландграфа. През 1221 г. умира неговият зет, маркграф Дитрих от Майсен. Лудвиг получава опекунството за своя племенник, Хайнрих III, син на сестра му Юта.
Лудвиг VI има добри отношения с император Фридрих II Хоенщауфен, който го прави маршал и му обещава през 1226 г. евентуално Маркграфство Майсен. Затова Лудвиг участва в кръстоносния поход на Фридрих II в Йерусалим.
На 24 юни 1227 г. Лудвиг тръгва с войската си от Кройцбург. Той пресича Алпите и в Южна Италия се включва в императорската главна войска. Още преди да тръгне по море за Йерусалимското кралство, той умира от температура във военния лагер при Отранто. Погребан е в Райнхардсбрун, домашния манастир на Лудовингите.
Той е наричан Свети, но не е канонизиран. Честван е на 11 септември.
Наследник на Лудвиг като ландграф на Тюрингия официално става неговият петгодишен син Херман II, под опекунството и регентството на неговия брат Хайнрих Распе IV.

## Деца
Лудвиг IV се жени през 1221 г. за Елисавета Унгарска (1207–1231). От нея той има три деца:
- Херман II (1222–1241) ∞ Хелена фон Брауншвайг-Люнебург (1239)
- София (1224–1275) ∞ Хайнрих II, херцог на Брабант
- Гертруда (1227–1297), абатеса на манастир Алтенберг (Хесен)